# 木下凛々子
木下 凛々子（きのした りりこ、1985年10月4日 - ）は、日本のAV女優。プライムエージェンシー→GG所属。

## 略歴
2020年3月、マドンナ専属女優としてAVデビュー。
2021年12月、アサヒ芸能が独断と偏見で選ぶ「アサ芸AV大賞」で熟女クイーンを受賞。
2022年12月、アサヒ芸能主催「アサ芸AV大賞2022」抱きたい熟女賞受賞。
2023年6月27日発売『週刊SPA!』2023年6月27日号掲載「グラビアン魂」にモデル出演。みうらじゅんがAV女優と知らずに写真集を購入し、グッと来たことでオファーされたという。AV女優だから裸というのは安易すぎるということで着衣グラビアが掲載された。
同年10月25日、東京・池袋LIVE INN ROSAで開催されたセクシー女優による音楽イベント『楽演祭vol.27』に出演。
同年10月27日、FANZA「11月19日は#いい熟女の日! 熟女・人妻キャンペーン2023」のキャンペーンガールに白石茉莉奈、奥田咲、希島あいり、風間ゆみ、JULIAと共に就任。
2024年8月発売『月刊FANZA』同年10月号で発表された、FANZA2024年上半期女優ランキングで9位にランクインした。
同年10月30日、東京・池袋LIVE INN ROSAで開催された音楽イベント『楽演祭 vol.33』に出演し、イベントのトリを務めた。
同年11月21日、神奈川・川崎 CLUB CITTA'で開催された音楽イベント『LADY MADONNA 拡大版 2024』に出演。
2025年3月27日、東京・青山RizMで開催された音楽イベント『LADY MADONNA Vol.18』に出演。

## 人物
- 1985年10月4日生まれ 天秤座 東京都出身[11]。
- 初体験は16歳の時で、相手は初めて付き合った彼[12]。
- 18歳からずっと勉強のつもりでAVを観ていて、AV女優やセクシーな女性に憧れていたが、30代でAVデビューする人が増えているという記事をネットで見た瞬間に最後のチャンスと思い、自ら応募してAV女優になった[11]。
- 既婚者で、2020年6月現在、結婚6年目[13]。デビュー時は仕事のことを旦那に秘密にしていたが、2023年のバレンタインデーに旦那としたセックスの際に（旦那はデビューしていることに）気づいているのにあえて指摘せず、激しめの責め（スパンキングや乳首の甘噛み）で勝ち誇った顔をされたという。こうした経緯から、事実上の夫公認となっている[14]。
- 趣味・特技は、ゴルフ・料理[1]。
- 好きな味はラ・フランスのような精液の味[15]。
- 過去にSかMどちらかとと言う質問に対してWと答えている。マドンナ自体NTRや羞恥物作品の出演が多いが、本人曰く痴女作品の撮影の方が好みだと言う[要出典]。

## 作品

### アダルトDVD / BD
| 発売日  | タイトル | 規格品番 | 規格品番 | メーカー | 備考 |
| 発売日  | タイトル | DVD      | BD       | メーカー | 備考 |
| ------- | --- | -------- | -------- | -------- | ---- |
| 3月7日  | 原石 22時に魔法が解けるシンデレラ・ワイフ 木下凛々子 34歳 AV Debut!!                                                    | JUL-149  |          | マドンナ |      |
| 4月7日  | Madonna専属 シンデレラ・ワイフ第2弾!! 汗、唾液、愛液、すべての体液が絡み合う… 真夏の濃密不倫セックス。                  | JUL-180  |          | マドンナ |      |
| 5月7日  | 人妻秘書、汗と接吻に満ちた社長室中出し性交 《超S級専属》王道のミセスが悶える解禁中出し3本番!!                           | JUL-208  |          | マドンナ |      |
| 6月7日  | 妻には口が裂けても言えません、 義母さんを孕ませてしまったなんて…。 -1泊2日の温泉旅行で、我を忘れて中出ししまくった僕。- | JUL-241  |          | マドンナ |      |
| 7月7日  | 母の友人 Madonna 専属!! 快感に溺れる発情性交!!                                                                          | JUL-272  | 9JUL-272 | マドンナ |      |
| 9月7日  | 交換夫婦NTR 窓越しに目撃した妻と友人の衝撃的浮気映像                                                                    | JUL-302  |          | マドンナ |      |
| 10月7日 | 出張先のビジネスホテルでずっと憧れていた女上司と まさかまさかの相部屋宿泊                                               | JUL-333  |          | マドンナ |      |
| 11月7日 | 専属・木下凛々子 激情に濡れる本気の発情交尾!! 密着セックス 〜現実の苦しみを忘れさせるオンナの悦び〜                     | JUL-359  | 9JUL-359 | マドンナ |      |
| 12月7日 | 「ねぇ? あなた、本当に童貞なの?」 〜童貞詐欺にイカされ続けた人妻〜                                                      | JUL-391  |          | マドンナ |      |

| 発売日   | タイトル | 規格品番 | 規格品番 | メーカー | 備考                                                    |
| 発売日   | タイトル | DVD      | BD       | メーカー | 備考                                                    |
| -------- | --- | -------- | -------- | -------- | ------------------------------------------------------- |
| 1月7日   | 汗ほとばしる妻の友達の圧倒的な腰振りで、 僕は一度も腰を動かさずに中出ししてしまった。                                          | JUL-425  |          | マドンナ |                                                         |
| 2月7日   | 原作:中華なると 魔叔父 極上専属美熟女 熟れコミ《初》登場!! 貞淑な人妻を辱めて快楽漬けに堕とす羞恥調教の数々を忠実に実写化!!    | URE-063  |          | マドンナ |                                                         |
| 3月7日   | 卒業式の後に… 大人になった君へ義母からの贈り物—。 マドンナ専属美熟女が艶やかな色気で門出を祝う—。                              | JUL-491  |          | マドンナ |                                                         |
| 3月25日  | 木下凛々子 The First Anniversary 3枚組12時間 〜容姿端麗な王道美熟女、マドンナ専属1周年記念『初』ベスト〜                       | JUSD-920 |          | マドンナ | 単体ベスト                                              |
| 4月7日   | 四六時中、娘婿のデカチ〇ポが欲しくて堪らない義母の誘い                                                                         | JUL-527  |          | マドンナ |                                                         |
| 5月7日   | 木下凛々子 レズ解禁!! 夫が出張中の3日間、 レズビアンしか愛せない肉体になってしまった私。 木下凛々子 篠田ゆう                   | JUL-557  |          | マドンナ |                                                         |
| 6月7日   | 夫の上司に飾られた 人妻ボディアクセサリー                                                                                      | JUL-599  |          | マドンナ |                                                         |
| 6月8日   | 美熟女No.1! Madonnaキャンペーン! 人気女優が貴方だけに贈る最高のオナニー!                                                       | WICP-002 |          | マドンナ | 撮り下ろし映像を収録したキャンペーンDVD。数量限定販売。 |
| 7月7日   | 母をイジメっ子の同級生にNTRれたいじめられっ子の僕                                                                              | JUL-635  |          | マドンナ |                                                         |
| 8月7日   | NGR -ナガサレ- 義兄に犯され初めての絶頂を知った嫁                                                                              | JUL-668  |          | マドンナ |                                                         |
| 9月14日  | 私は、教師失格です。 生徒の熱い眼差しに負けた私は、 放課後ラブホで何度も何度も中出しSEXに溺れてしまった…。                     | JUL-698  |          | マドンナ |                                                         |
| 10月12日 | 「チ〇ポで射精するだけがイクことだと思ってない…?」 貞淑の皮を被った田舎暮らしの痴女人妻に 全身がバカになるまでイカされ続けた僕 | JUL-730  |          | マドンナ |                                                         |
| 11月9日  | 専属・木下凛々子が背徳の母子相姦に悶えイキ!! 原作：gonza 息子に跨る日 ～母と息子のハメ撮り記録～                               | URE-073  | 9URE-073 | マドンナ |                                                         |
| 12月14日 | これは部下に厳しいムチムチ女上司にセクハラしたら 怒られるどころかセックスまで出来た話です。                                    | JUL-794  |          | マドンナ |                                                         |

| 発売日   | タイトル | 規格品番 | 規格品番  | メーカー | 備考       |
| 発売日   | タイトル | DVD      | BD        | メーカー | 備考       |
| -------- | --- | -------- | --------- | -------- | ---------- |
| 1月11日  | 汗が滴る夏の日の69 ～シックスナイン～ 情交 俯瞰映像で見る卑猥な中年交尾                                                                                  | JUL-823  |           | マドンナ |            |
| 2月8日   | 地元へ帰省した三日間、ずっと思いを寄せていた 憧れの叔母と時を忘れて愛し合った記録―。                                                                     | JUL-855  |           | マドンナ |            |
| 3月8日   | ヌードモデルNTR 上司と羞恥に溺れた妻の衝撃的浮気映像 | JUL-885  |           | マドンナ |            |
| 3月22日  | 木下凛々子 マドンナ専属2nd Anniversary 3枚組12時間 ～マドンナを代表する超人気専属、2周年記念SPECIAL～                                                    | JUSD-968 | 9JUSD-968 | マドンナ | 単体ベスト |
| 4月12日  | マドンナ専属2周年記念!! 人生初の黒人解禁!! 黒人に溺れた人妻 木下凛々子                                                                                   | JUL-915  |           | マドンナ |            |
| 5月10日  | 人妻晒し 表の顔は貞淑妻、裏の顔は変態妻の公開記録―。木下凛々子                                                                                           | JUL-953  |           | マドンナ |            |
| 6月14日  | 甘い囁きに流されるまま、僕は大学を留年するまで、 人妻との巣篭もりSEXに溺れて…。 木下凛々子                                                               | JUL-982  |           | マドンナ |            |
| 7月12日  | 妻の妊娠中、オナニーすらも禁じられた僕は 上京してきた義母・凛々子さんに 何度も種付けSEXをしてしまった…。 木下凛々子                                      | JUQ-016  |           | マドンナ |            |
| 8月9日   | 息子の友達の制御不能な絶倫交尾でイカされ続けて… 木下凛々子                                                                                               | JUQ-050  |           | マドンナ |            |
| 9月13日  | 専属・木下凛々子『輪姦』!! 中出し串刺し性交 寝取らせ夫が妻を他人に輪姦させる!!                                                                           | JUQ-081  |           | マドンナ |            |
| 10月11日 | 平凡な人妻を襲う理不尽な「種付け中出し」の日々…!! 人気同人を忠実実写化!! 原作：関西オレンジ 孕ませゲーム 706号室 間々田道子を孕ませたら勝ち。 木下凛々子 | URE-085  | 9URE-085  | マドンナ |            |
| 11月8日  | 『一体、誰の子なんだ!?』 妊活をして10年、念願の子宝を授かり妻と喜びを分かち合った翌日、 僕は無精子症の種無し夫だと診断されてしまった。木下凛々子         | JUQ-140  |           | マドンナ |            |

| 発売日   | タイトル | 規格品番 | 規格品番  | メーカー | 備考       |
| 発売日   | タイトル | DVD      | BD        | メーカー | 備考       |
| -------- | --- | -------- | --------- | -------- | ---------- |
| 2月14日  | マドンナ × 痴女特化 その名も『アチージョ』爆誕!! 今夜はキミを寝かさない…極上の人妻とお泊り中出しスイートルーム 超人気専属『木下凛々子』に24時間ず～っと痴女られる!!                       | ACHJ-004 | 9ACHJ-004 | マドンナ |            |
| 3月14日  | 町内キャンプNTR テントの中で何度も中出しされた 妻の【閲覧注意】寝取られ映像 木下凛々子 | JUQ-200  |           | マドンナ |            |
| 3月28日  | 木下凛々子The 3rd BEST 3枚組12時間 | JUMS-013 |           | マドンナ | 単体ベスト |
| 4月11日  | 【母親 × 息子】の人気同人作品 待望の実写化!! 僕の母さんで、僕の好きな人。 木下凛々子 | URE-090  |           | マドンナ |            |
| 5月9日   | 高級ソープに行く為、お金と精子を溜めて1ヶ月後―。 爆乳むっちり淫乱寮母に理性が崩壊して精子が枯れ果てるまで 生ハメしまくった!! 木下凛々子                                                   | JUQ-244  | 9JUQ-244  | マドンナ |            |
| 6月13日  | Madonna専属3周年記念 木下凛々子 緊縛解禁作!! 麻縄に溺れた人妻 | JUQ-273  | 9JUQ-273  | マドンナ |            |
| 7月11日  | 気弱な万引き少年についSッ気をくすぐられた店員の私は、 バックヤードで彼を搾精調教しました…。 木下凛々子                                                                                    | JUQ-335  |           | マドンナ |            |
| 8月8日   | 木下凛々子 × 佐田茉莉子レズ“初”解禁作―。シン・レズ狂い 巨匠ながえ監督 10年の時を超えて贈る、官能レズビアンの世界－。                                                                      | JUQ-356  | 9JUQ-356  | マドンナ |            |
| 9月12日  | 毎晩響く隣の奥さんの喘ぎ声が気になった僕は… ～欲求不満な人妻と汗だくになってヤリまくった昼下がり～ 木下凛々子                                                                             | JUQ-374  |           | マドンナ |            |
| 10月10日 | 夫の身代わりになった高慢女上司、恥辱のクレーム対応ー。 悪質男に固定バイブを強制されて謝罪と絶頂を繰り返す人妻ー。 木下凛々子                                                              | JUQ-407  |           | マドンナ |            |
| 10月31日 | Madonna専属《木下凛々子》MONROE専属《友田真希》レーベルを越えて初共演!! W人妻ランジェリー販売員 熟れ乳挟み撃ち中出し誘惑セールス                                                          | JUQ-465  | 9JUQ-465  | マドンナ |            |
| 11月14日 | 祝! 熟れコミ100作記念作品 原作:プルポアゾン 母喰い ～ヤリチン旅行編～ シリーズ累計10万DL越え!! 伝説的人気同人作品の続編をマドンナで実写化!! 専属・木下凛々子大ボリュームの豪華6本番収録!! | URE-100  | 9URE-100  | マドンナ |            |
| 12月12日 | ヤリサーと化した保護者会〇年×組の父兄たちを狂わせる PTAの’小悪魔’妻・凛々子 Parent Teacher Association 木下凛々子                                                                         | JUQ-467  |           | マドンナ |            |
| 12月26日 | 世界一豪華な記念作!! マドンナ20周年記念 湯煙舞う中出し無制限史上初ALL専属バスツアー!! 前編 4時間OVER 2枚組!!                                                                              | JUQ-510  | 9JUQ-510  | マドンナ |            |

| 発売日   | タイトル | 規格品番 | 規格品番 | メーカー | 備考       |
| 発売日   | タイトル | DVD      | BD       | メーカー | 備考       |
| -------- | --- | -------- | -------- | -------- | ---------- |
| 1月9日   | 「僕は彼女に救われた…」 失敗ばかりのダメダメな僕は 全肯定しながら甘えさせてくれる同僚凛々子さんと社内不倫をしている。                                                        | JUQ-513  |          | マドンナ |            |
| 1月30日  | 世界一豪華な記念作!! マドンナ20周年記念 感動と絶頂のフィナーレ 湯煙舞う中出し無制限 史上初ALL専属バスツアー!! 後編 ～大競’宴’はまだまだ終わらない!! 中出し無制限の大乱交!!～ | JUQ-511  | 9JUQ-511 | マドンナ |            |
| 2月13日  | ママ友に誘われたマッチングアプリで、“推しの年下”を一緒に甘く飼い慣らす。 木下凛々子 森沢かな                                                                                 | JUQ-575  |          | マドンナ |            |
| 3月12日  | 愛する夫の為に、身代わり週末肉便器。 超絶倫極悪オヤジに、孕むまで何度も中出しされ続けて…。 木下凛々子                                                                        | JUQ-596  |          | マドンナ |            |
| 3月26日  | 木下凛々子 The 4th Anniversary 3枚組12時間 | JUMS-067 |          | マドンナ | 単体ベスト |
| 4月9日   | 夜行バス中出し通い妻 転勤先で待つ夫の元へと向かう健気な人妻を スローなセックスと無許可中出しで従順なオンナにした話。 木下凛々子                                              | JUQ-624  |          | マドンナ |            |
| 5月14日  | デビュー4周年記念、卑猥な素顔―。欲望まみれの不倫島 木下凛々子を丸裸にする1泊2日のハメまくり中出し旅行                                                                        | JUQ-680  | 9JUQ-680 | マドンナ |            |
| 6月11日  | ー身も心も相性抜群の2人ー。 “想い”と“唇”が重なる濃密接吻ソープ 木下凛々子 | JUQ-759  |          | マドンナ |            |
| 7月9日   | 女上司、歪んだ刺激と躾に溺れる、SM不倫性交。 昼休みはダメな部下に躾けられて…。 専属美女の『苦しみ』という快楽を解放―。 木下凛々子                                            | JUQ-769  | 9JUQ-769 | マドンナ |            |
| 8月13日  | 女教師NTR 不良生徒に最愛の妻を寝取られてー。 木下凛々子 | JUQ-846  |          | マドンナ |            |
| 9月10日  | 愛する8人の息子たちと子育てSEXに溺れる、 大家族”近親相姦”性活 木下凛々子 | JUQ-878  |          | マドンナ |            |
| 11月12日 | 学校で先生の裸が『黒板』だと教わった。 落書きホームルーム 木下凛々子 | JUQ-957  |          | マドンナ |            |
| 12月10日 | ストリップ劇場で舞う人妻 木下凛々子 | JUR-005  |          | マドンナ |            |

| 発売日  | タイトル | 規格品番 | 規格品番 | メーカー | 備考       |
| 発売日  | タイトル | DVD      | BD       | メーカー | 備考       |
| ------- | --- | -------- | -------- | -------- | ---------- |
| 1月14日 | リゾートプールNTR 専属イイ女 × 大人のビキニ… 背徳感と開放感が交錯するNTRドラマ―。 木下凛々子                                                                             | JUR-152  |          | マドンナ |            |
| 2月11日 | 「アンタの奥さん、最高だったよ」 3ヶ月で辞めた新入社員の退職届に書かれた想定外のNTR話 木下凛々子                                                                         | JUR-161  |          | マドンナ |            |
| 3月11日 | 年下男子を焦らして苛めて弄び尽くす地味巨乳人妻のおばショタ交尾5本番!!!!! 原作：藤崎チロ 僕と事務員の藤田さん 完結編まで丸ごと実写化!! 大ボリューム200分越え!! 木下凛々子 | URE-121  | 9URE-121 | マドンナ |            |
| 3月25日 | 魔法が解けないシンデレラ・ワイフ 木下凛々子 5周年記念スペシャル 480分 ～Madonnaの階段を駆け上がる、絶対的エースの生々しく艶めく12本番～                                  | JUMS-116 |          | マドンナ | 単体ベスト |
| 4月8日  | ハプニングバー人妻NTR 「あなたのためよ…」と言っていた妻が いつしか群がる男たちに夢中になっていた。 木下凛々子                                                            | JUR-232  |          | マドンナ |            |
| 5月13日 | 「義母さん、子供が欲しいんでしょ?」 淡白な夫の単身赴任中、私は性欲旺盛な連れ子の雄介君に 種付け中出しされ続けました…。 木下凛々子                                        | JUR-037  |          | マドンナ |            |
| 6月10日 | 5周年記念ファン感謝祭 絶対に中出しSEXがしたい素人15人vs 母性とエロスで男たちの精子を根こそぎ搾り取る木下凛々子                                                           | JUR-042  |          | マドンナ |            |
| 7月8日  | 30000円あげます こんなおばさんとsexしてくれる人いるかな? 木下凛々子 | JUR-361  |          | マドンナ |            |

### アダルトVR
| 発売日   | タイトル | 規格品番 | メーカー | 備考   |
| 2020年   | 2020年 | 2020年   | 2020年   | 2020年 |
| -------- | --- | -------- | -------- | ------ |
| 10月16日 | 木下凛々子 初VR!! マドンナ激推し専属人妻と行くお忍び不倫温泉旅行 ～月に一度しか逢えない関係だから燃え上がる、唾液だらだら汗だくだくケダモノ中出し情事。～                                              | JUVR-070 | マドンナ |        |
| 2021年   | |          |          |        |
| 5月1日   | 義母の凛々子さんを『1日し放題券』VR!! マドンナ専属 木下凛々子が《何でも》言う事を聞いてくれる…。 | JUVR-104 | マドンナ |        |
| 2022年   | |          |          |        |
| 2月2日   | 「こういうのしてみたかったのぉ」 優しくて綺麗な友達の母・凛々子さんの弱みを握って言いなり!のはずが欲求不満で一気に痴女化!! そのまま快楽堕ちで中出し懇願SEX!!                                           | JUVR-137 | マドンナ |        |
| 11月4日  | MadonnaVR史上最高の密着感で汗だく中出しセックス!! 帰省中、相部屋になった親戚・凛々子さんに誘われた僕は… 最高にヌケる天井特化 & 地面特化!!                                                              | JUVR-156 | マドンナ |        |
| 2023年   | |          |          |        |
| 12月22日 | MadonnaVR史上初!! 超高画質8K!! 妻の友人とメンズエステで偶然の再会 「奥さんには秘密にしてシたいことしよ…?」 逢瀬と中出しを繰り返し、凛々子さんと求め合った僕。 木下凛々子                               | JUVR-181 | マドンナ |        |
| 2024年   | |          |          |        |
| 12月6日  | 超高画質8KVR 「お客さん来ても知らないよ(笑)」 バイト先の同僚・凛々子さんと 秘密のショートタイム不倫をしている僕は 勤務中にチ〇ポの萎える暇がないほどヤリまくり 時短中出しをキメまくってる。 木下凛々子 | JUVR-206 | マドンナ |        |

### アダルト配信
| 発売日  | タイトル | 規格品番 | メーカー | 備考   |
| 2021年  | 2021年 | 2021年   | 2021年   | 2021年 |
| ------- | --- | -------- | -------- | ------ |
| 12月7日 | 配信限定 ハメ撮り MADOOOON!!!! マドンナ専属女優の『リアル』解禁。木下凛々子                                                                                          | MDON-003 | マドンナ |        |
| 2022年  | |          |          |        |
| 9月6日  | 配信限定 ハメ撮り MADOOOON!!!! マドンナ専属女優の『リアル』解禁。SEASON 2 木下凛々子                                                                                 | MDON-025 | マドンナ |        |
| 2023年  | |          |          |        |
| 12月5日 | 配信限定 ハメ撮り MADOOOON!!!! 濃密ラブホテル Season『ジェラシー』 マドンナ専属女優の『リアル』解禁。 木下凛々子                                                     | MDON-041 | マドンナ |        |
| 2025年  | |          |          |        |
| 5月6日  | 配信限定 マドンナ専属女優の『リアル』ハメ撮り。 MADOOOON!!!! めがね 「ただ、“眼鏡”だけかけてと言われて来ました。」                                                   | MDON-074 | マドンナ |        |
| 5月6日  | 【スマホ推奨】 タテ動画 サクっとヌキたい人専門。 ※こちらは≪MADOOOON!!!! めがね 「ただ、“眼鏡”だけかけてと言われて来ました。」≫ の本編中にスマホで撮影した映像です―。 | MTON-074 | マドンナ |        |

### イメージDVD / BD
| 発売日   | タイトル                                     | 規格品番  | 規格品番  | メーカー           | 備考   |
| 発売日   | タイトル                                     | DVD       | BD        | メーカー           | 備考   |
| 2020年   | 2020年                                       | 2020年    | 2020年    | 2020年             | 2020年 |
| -------- | -------------------------------------------- | --------- | --------- | ------------------ | ------ |
| 5月21日  | Ririko 凛とした煌めく時の中で                | REBD-464  | REBDB-450 | REbecca            |        |
| 2021年   |                                              |           |           |                    |        |
| 7月26日  | AV女優 木下凛々子                            | SXAR-013  | SXAR-013B | スパークビジョン   |        |
| 2022年   |                                              |           |           |                    |        |
| 4月7日   | Ririko2 完熟果実を抱きしめて                 | REBD-640  | REBDB-626 | REbecca            |        |
| 10月26日 | 湯女美人 木下凛々子                          | MBRBN-027 |           | スパイスビジュアル |        |
| 2023年   |                                              |           |           |                    |        |
| 8月3日   | Ririko3 陶酔の桃色遊戯                       | REBD-764  | REBDB-750 | REbecca            |        |
| 2024年   |                                              |           |           |                    |        |
| 1月31日  | 湯女美人 II 木下凛々子                       | MBRBN-044 |           | スパイスビジュアル |        |
| 5月28日  | Best naked 木下凜々子                        | NAAC-003  | NAAC-003B | Naked Actress      |        |
| 8月28日  | Best naked 02 木下凛々子                     | NAAC-007  | NAAC-007B | Naked Actress      |        |
| 11月28日 | Best naked 03 木下凛々子                     | NAAC-014  | NAAC-014B | Naked Actress      |        |
| 2025年   |                                              |           |           |                    |        |
| 2月28日  | 淫らな誘惑 木下凛々子                        | GRACE-021 | GRABD-021 | grace              |        |
| 6月25日  | お綺麗ですね隣の奥様 凛々子奥様編 木下凛々子 | MBRAU-015 |           | スパイスビジュアル |        |

### 写真集
- Photobook 木下凛々子との密会 1（2021年3月3日、gekkan、撮影：宮澤正明）
- Release 木下凛々子写真集（2022年9月2日、徳間書店、撮影：SATOSHI） ISBN 978-4-19-865515-0 [20]
- あなたのことが好きだから 木下凛々子写真集（2025年4月16日、双葉社、撮影：富田恭透）ISBN 978-4-575-31969-9 [21]

### デジタル写真集
- Ririko 凛とした煌めく時の中で（9月26日、REbecca）

- りりこの部屋（2月5日、徳間書店、撮影：SATOSHI）
- 美熟女No.1!Madonnaキャンペーン! 〜専属女優スペシャルフォト〜（6月7日、FANZA BEAUTY COLLECTION）※FANZA『美熟女No.1！Madonnaキャンペーン!』オリジナルフォトブック。FANZA限定配信。
- 木下凛々子デジタル写真集 春夏秋冬 「春」（6月11日、双葉社、撮影：SATOSHI）[22]
- 木下凛々子デジタル写真集 春夏秋冬 「夏」（7月30日、双葉社、撮影：SATOSHI）[23]
- AV女優 木下凛々子（8月21日、スパークビジョン）
- 木下凛々子デジタル写真集 春夏秋冬 「晩夏」（8月27日、双葉社、撮影：SATOSHI）[24]
- 木下凛々子デジタル写真集 春夏秋冬 「初秋」（11月1日、双葉社、撮影：SATOSHI）[25]
- 木下凛々子デジタル写真集 春夏秋冬 「晩秋」（11月19日、双葉社、撮影：SATOSHI）[26]
- 木下凛々子デジタル写真集 春夏秋冬 「冬」（12月17日、双葉社、撮影：SATOSHI）[27]

- 宮澤正明 密会シリーズ 木下凛々子との密会 long version（4月15日、Mファクトリー、撮影：宮澤正明）
- Ririko 2 完熟果実を抱きしめて 木下凛々子（6月1日、REbecca）

- 【写真集「Release」アザーカット集】 セカンドヴァージン 木下凛々子（5月10日、徳間書店、撮影：SATOSHI）
- Ririko3 陶酔の桃色遊戯 木下凛々子（11月18日、REbecca）

- ヒミツの時間 木下凛々子デジタル写真集（9月20日、双葉社、撮影：富田恭透）[28]

## 製品

### アダルトグッズ
オナホール
- 新 熟女の星 木下凛々子の淫部完全レプリカ（2021年7月29日、日暮里ギフト）

ローション
- 木下凛々子の淫臭愛液ローション（2021年7月29日、日暮里ギフト）

## 出演・連載

### 映画
- 職場秘汁 魔性の指使い（2023年10月20日、オーピー映画） - 美紀 役
- みちるさんがやってくる（2023年11月、オーピー映画）- 万里子 役[29][30]
- 異常性欲の夜 うごめく肉唇（2024年8月2日、オーピー映画）- 奥村悦子 役[31]
  - 告知事項アリ（2024年12月4日、OP PICTURES、監督：山内大輔）※上記作品のR15+版[32][注 1]。
- 漁師の嫁 天然巨乳快楽漬け（2024年11月1日、オーピー映画）- ナミ 役[33]
  - 人妻人魚（2024年12月8日、OP PICTURES、監督：山内大輔）※上記作品のR15+版[34]。
- 純愛芸術 最後の恋の描き方（2024年12月6日、オーピー映画）- 奥仲弥生 役[35]
  - 愛液芸術 カラダと年月をかさねて（2025年1月10日、オーピー映画、監督：工藤雅典）※上記作品のR18+版[36]。
- 人妻怪談 淫欲むせび泣き（2025年8月1日、オーピー映画、監督：山内大輔）- 文乃 役

### 音楽イベント
- 楽演祭 vol.27（2023年10月25日、東京・池袋LIVE INN ROSA）[5]
- LADY MADONNA ～春、桜の花芯満開～（2024年3月28日、東京・青山RizM）[37]
- 楽演祭 vol.33（2024年10月30日、東京・池袋LIVE INN ROSA）[8]
- LADY MADONNA 拡大版 2024（2024年11月21日、神奈川・川崎 CLUB CITTA'）[9]
- LADY MADONNA Vol.18（2025年3月27日、東京・青山RizM）[10]

### 連載
- マドンナ専属AV女優・木下凛々子連載コラム!「木下凛々子の進め! これが私の人妻いっぽん道」（2022年10月5日 - 、FANZAニュース）[38]

### 新聞
- スポーツニッポン（2020年5月1日,8日,15日,22日） - インタビュー
- 東京スポーツ（2020年3月6日,6月4日） - インタビュー

### 雑誌
- 週刊ポスト 2020年2月14日号（小学館） - 袋とじ「この女のセックスお見せします」
- 月刊FANZA 2020年5月号（ジーオーティー） - インタビュー「HATSUMONO!」
- 週刊実話 2020年5月21日号（日本ジャーナル出版） - インタビュー「名器AV女優「私のイカせ自慢グランプリ」」
- 週刊実話 2020年6月11日号（日本ジャーナル出版） - 袋とじ「奥さまはEカップ」
- 週刊アサヒ芸能 2020年7月23号（徳間書店） - グラビア「高身長で官能的な美人妻」
- 週刊大衆 2020年8月3・10日号（双葉社） - グラビア「チェックインは早めで」
- 週刊実話 2020年10月1日号（日本ジャーナル出版） - グラビア「34歳の白き柔肌」
- 週刊実話 2020年10月15日号（日本ジャーナル出版）- 袋とじ「この濃厚接吻AVがすごい!!」
- 週刊アサヒ芸能 2020年10月29号（徳間書店） - グラビア「軟乳妻」
- 週刊実話 2020年12月10日号（日本ジャーナル出版） - 袋とじ「昼下がりのむっちり妻」

- 週刊アサヒ芸能 2021年1月14号（徳間書店） - インタビュー「AV熟女インタビュー」
- 週刊実話 2021年1月21日号（日本ジャーナル出版）- グラビア「美熟女優5人 ｢私の濃密エロ宣言｣ 」
- 週刊プレイボーイ 2021年1月25日号（集英社） - インタビュー「AV最先端ジャンルBEST10!!」
- 週刊大衆 2021年2月22日号（双葉社） - グラビア「Eカップ美人妻「温泉ヘア」密会撮」
- 週刊アサヒ芸能 2021年2月25号（徳間書店） - グラビア「柔乳の火照り」
- 週刊実話 2021年4月1日号（日本ジャーナル出版） - 袋とじ「熟れごろ美女に密着365日!! 旬夏秋冬」
- 週刊実話 2021年7月15日号（日本ジャーナル出版） - グラビア「禁じられた火遊び」
- 週刊実話 2021年9月2日号（日本ジャーナル出版） - 袋とじ「熟女を海に連れてって」
- 週刊実話 2021年11月18日号（日本ジャーナル出版）- 袋とじ「お熱いのがお好き」

- 週刊アサヒ芸能 2022年2/3号（徳間書店）- グラビア
- 週刊実話 2022年2月17日号（日本ジャーナル出版）- 特別付録「日だまりのむっちり妻」
- 週刊実話 2022年4月21日号（日本ジャーナル出版）- 袋とじ「人妻不倫旅行」
- 週刊実話 2022年6月9日号（日本ジャーナル出版）- グラビア「肉欲ワイフ」
- 週刊大衆 2022年11月7日号（双葉社）- 「熟女スター[木下凛々子]他が(秘)指南! [古女房]の抱き方」
- 週刊実話 2022年12月1日号（日本ジャーナル出版）- 袋とじ「むっちりがお好きでしょ?」

- 週刊アサヒ芸能 2023年1/5・12合併号（徳間書店）- 対談「白石茉莉奈 & 木下凛々子 & 上羽絢 マドンナAV熟女 ぶっちゃけ新年会」
- 週刊実話 2023年1月19日号（日本ジャーナル出版）- 袋とじ「妖艶熟女と1泊2日」